# Depastridae
Depastridae é uma família de medusas da ordem Stauromedusae. Vivem fixas no fundo do mar.

## Géneros
Estão descritos cinco géneros:
- Craterolophus Clark, 1863
- Depastromorpha Carlgren, 1935
- Depastrum Gosse, 1888
- Halimocyathus Clark, 1863
- Manania Clark, 1863